# Boston bun

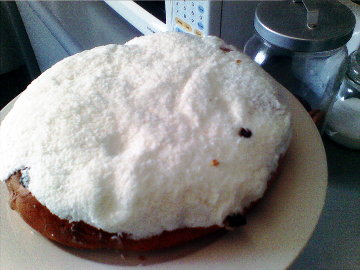
Un Boston bun australiano típico.

Un Boston bun es un panecillo especiado grande con una gruesa capa  de glaseado de coco, popular en Australia y Nueva Zelanda. En Australia es más común en el estado de Victoria que en Nueva Gales del Sur. Tradicionalmente el bollo contenía también patata cernida. Suele servirse cortado, para acompañar a una taza de té.

## Origen
El origen del nombre se desconoce, pero debido a los estrechos lazos comerciales entre Australia y los Estados Unidos, especialmente durante las fiebres del oro de la década de 1850, probablemente tenga relación con la ciudad de Boston.